# East Side Mall
De East Side Mall is een winkelcentrum aan de Warschauer Brücke in Berlijn-Friedrichshain. Het winkelcentrum telt circa 120 winkels op een verkoopoppervlakte van 25.000 m² verdeeld over drie winkelniveaus. De totale oppervlakte van het in 2018 geopende complex bedraagt 38.000 m².

## Geschiedenis
In 2015 verwierf de Freo Group GmbH het terrein tussen de Uber Arena en de Warschauer Brücke, waar een directe overgang naar bestaat. De bouwwerkzaamheden voor het centrum begonnen in mei 2016 en de opening vond plaats op 31 oktober 2018. Het was het 69e winkelcentrum in Berlijn. De East Side Mall werd ontworpen door de Nederlandse architect Ben van Berkel in de stijl van een ufo. De bouwkosten werden geschat op ongeveer € 200 miljoen. In 2019 werd de directe toegang vanaf de Warschauer Brücke opengesteld, nadat deze eerder werd geweigerd vanwege een gebrek aan veiligheidsmaatregelen. 
Het winkelcentrum huisvest de bekende winkelketens, supermarkten, fastfoodrestaurants, banken en telecommunicatieaanbieders. Een ex-professional van Union Berlin, Benjamin Köhler, runt een ijssalon in de East Side Mall. 

## Publieke opinie
Op Zeit.de verscheen een langer artikel over de opening van het winkelcentrum in 2018, waarin het winkelcentrum werd omschreven als een “plaats van stedelijke hopeloosheid”. In het Berlijnse stadsblad Zitty verscheen een column met de titel: “Mag het alsjeblieft nog een keer afgebroken worden?” Het gebouw is een “van de buitenkant afgesloten betonblok in ufo-stijl” zonder gezicht, in een “klinisch dood” gebied.